# Claudia Barattini
Claudia Camila Barattini Contreras (Valparaíso, 16 de agosto de 1960) es una gestora cultural y política chilena de ascendencia italiana. Fue ministra presidenta del Consejo Nacional de la Cultura y las Artes entre el 11 de marzo de 2014 y el 11 de mayo de 2015.

## Familia y estudios
Es hija del profesor descendiente italiano Juan Salvador Barattini Carvelli y Marta Albertina Contreras Laporte.
Durante el gobierno de la Unidad Popular (UP) del presidente Salvador Allende militó en las Juventudes Comunistas de Chile, y después del golpe de Estado encabezado por el general Augusto Pinochet en septiembre de 1973, Barattini salió al exilio acompañando a sus padres en 1974. Vivió primero en Polonia y luego en Italia, donde estudió ballet clásico en la Academia Nacional de Danza de Roma y tres años de economía en la La Sapienza.[cita requerida]
En la década de 1980 regresó a Chile. Intentó retomar los estudios de economía en la Universidad de Chile cursando la carrera de ingeniería comercial, pero la abandonó el primer semestre para cambiarse a pedagogía en historia en la Universidad Metropolitana de Ciencias de la Educación (UMCE).

## Trayectoria pública

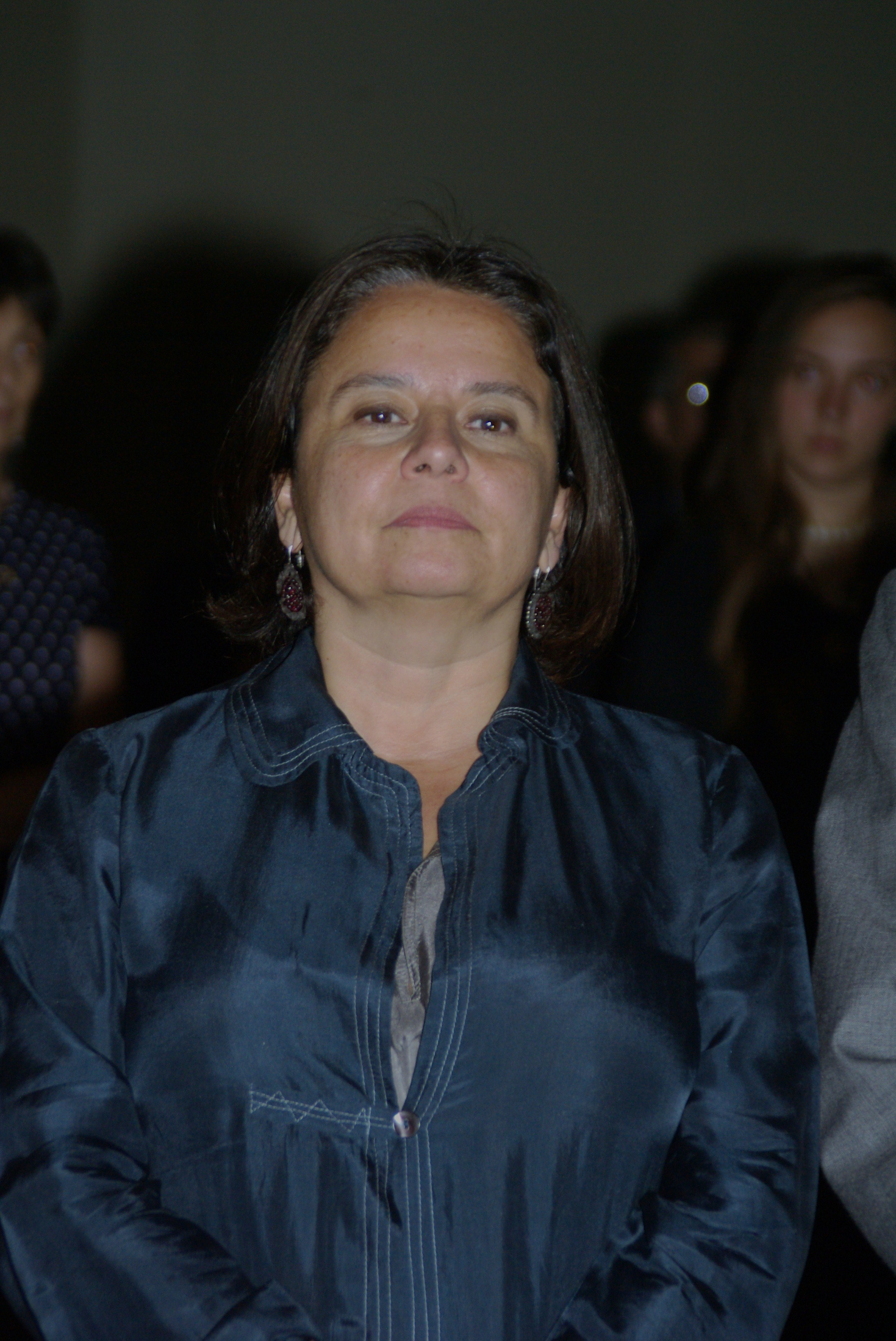
Barattini en abril de 2015.

Feminista, en 1989 ingresó a trabajar en el área de educación del centro feminista «La Morada», fundada en 1982 por Julieta Kirkwood, Antonieta Saa y Margarita Pisano.
Fue directora de la «Corporación de Desarrollo de la Mujer La Morada» (1998-1999), agregada cultural de la embajada de Chile en Italia (2006-2010) y directora de Asuntos Internacionales en la Fundación Teatro a Mil (2010-2014). Durante tres años fue comisaria del pabellón de Chile en la Bienal de Arte y Arquitectura de Venecia (2007, 2008 y 2009).
El 24 de enero de 2014 la presidenta electa Michelle Bachelet anunció su nombramiento al frente del Consejo Nacional de la Cultura y las Artes. Barattini asumió el cargo el 11 de marzo de 2014, que desempeñó hasta el 11 de mayo de 2015, cuando fue reemplazada por Ernesto Ottone. Desde el 1 de junio de 2016 hasta el 11 de marzo de 2018 se desempeñó como agregada cultural de Chile en México.